# Lullaby of the Leaves
Lullaby of the Leaves ist ein Popsong, den Bernice Petkere (Musik) und Joe Young (Text) verfassten und 1932 veröffentlichten.

## Hintergrund
Die Ballade Lullaby of the Leaves fand 1932 Verwendung in der Broadway-Revue Chamberlain Brown’s Scrap Book, in der ihn Ina Hayward sang. Im Rundfunk wurde der Song durch die Fassung von Freddie Berrens and his Orchestra bekannt, bevor er von Ben Selvin und Connee Boswell gecovert wurde, die ihn am 9. April 1932 für Brunswick Records einspielten. Ab den 1950er-Jahren wurde Lullaby of the Leaves zu einem Standard für Jazzmusiker.
Lullaby of the Leaves „ist kein komplexer Song, weder in breit-skalierter Melodik, in der Form noch im harmonischen Gehalt. Die Grundlage seines musikalischen Effekts und seiner Popularität liegt in seinen melodischen Konturen und kleinmaßstäblichen Motiven“. Petkeres liebliche Melodie, die zwischen Dur und moll wechselt, hat eine lebendige Bridge und Youngs geschickter Songtext ist sehr metaphorisch:
Cradle me where southern skies,
Can watch me with a million eyes,
Oh sing me to sleep, Lullaby of the leaves.

## Coverversionen
Bereits 1932 entstanden in den Vereinigten Staaten weitere Coverversionen von Gene Kardos, Joe Haymes, in Paris von Lud Gluskin und in London von Lew Stone und Roy Fox.
In die US-Charts gelangte die Coverversion von George Olsen and His Orchestra mit einer Vokalgruppe; er stand zehn Wochen auf Nummer 1. Nach der Liste des Branchenblatts Variety war Lullaby of the Leaves 1932 für fünf Monate  einer der Top-Ten-Hits.
Im Jahr 1961 waren The Ventures ebenso mit dem Song erfolgreich in den amerikanischen Hitparaden.
Der Song wurde von zahlreichen Musikern gecovert, von denen die Versionen von Geri Allen, Gene Ammons, Chet Baker, Al Bowlly, Kenny Davern, Dizzy Gillespie, Benny Goodman, Bobby Jaspar, Pete Jolly, Gerry Mulligan (Pleyel Concert), Anita O’Day, Oscar Peterson, Marty Paich, Tito Puente, Mary Stallings, Art Tatum, Lucky Thompson, Lennie Tristano und Mary Lou Williams hervorzuheben sind. In späteren Jahren coverten ihn auch Jackie Ryan (2002), Conrad Herwig (2003);, das Clayton/Hamilton Orchestra (2004), Hod O’Brien (205), Scott Hamilton (2006), Stephanie Nakasian (2006) und Judy Niemack (2007). Der Diskograf Tom Lord listet (2006) 370 Coverversionen des Songs.